# Princession Orchestra
Princession Orchestra (プリンセッション・オーケストラ Purinsesshon Ōkesutora?) es una serie de televisión de anime japonesa original producida por King Records, Aria Entertainment y Takara Tomy y animada por Silver L

## Argumento
Alicepia, una tierra de maravillas que ha existido en algún lugar del mundo desde tiempos antiguos, fue una vez hogar de los amorosos habitantes conocidos como Alicepianos. Sus pacíficas vidas fueron interrumpidas cuando un misterioso monstruo, Jamaock, comenzó a aparecer, amenazando el brillante resplandor de su tierra natal. Si no se hace nada, Alicepia perderá su resplandor para siempre.
Esta es la historia de las "Princesas", cuyas inquebrantables canciones de valentía y esperanza brillan incluso en los tiempos más oscuros. ¡Una fantasía pop llena de energía y coraje — Princession Orchestra!

## Personajes
Minamo Sorano (空野 みなも Sorano Minamo?) / Princesa Ripple (プリンセス・リップル Purinsesu Rippuru?)
 Seiyū: Azusa Aoi
Es una niña de 13 años que se transforma de una estudiante común de secundaria en una heroína, luchando con valentía contra monstruos para proteger a sus amigos. Se transforma en la Princesa Ripple y su color temático es el azul.
Kagari Sakibe (識辺 かがり Sakibe Kagari?) / Princesa Zeal (プリンセス・ジール Purinsesu Jīru?)
 Seiyū: Yuri Fujimoto
Es una estudiante de segundo de secundaria de 13 años, brillante y positiva. Es cantante en Alispia y cautiva a la gente con su excepcional canto y baile. Se transforma en la Princesa Zeal y su color temático es el rojo.
Kagase Ichijō (一条 ながせ Ichijō Kagase?) / Princesa Meteoro (プリンセス・ミーティア Purinsesu Mītia?)
 Seiyū: Azusa Tachibana
Es una estudiante de primer año de secundaria, vivaz y alegre, conocida por su gran intuición y su capacidad para hacerse amiga de cualquiera. A menudo actúa por impulso, confiando más en sus sentimientos que en una planificación cuidadosa. Se transforma en la Princesa Meteoro y su color temático es el verde lima.
Navigator (ナビーユ Nabīyu?)
 Seiyū: Hiro Shimono
Es un aliceano que sirve como guía y compañero de las princesas.
Callisto (カリスト Karisuto?)
 Seiyū: Chiaki Kobayashi
Giita (ギータ Gīta?)
 Seiyū: Shōya Chiba
Beth (ベス Besu?)
 Seiyū: Junya Enoki
Doran (ドラン?)
 Seiyū: Shunsuke Takeuchi

## Producción y lanzamiento

### Anime
Princession Orchestra fue animada por Silver Link. A Akifumi Kaneko se le atribuye el plan original y a Noriyasu Agematsu de Elements Garden como productor ejecutivo. Está dirigida por Shin Ōnuma y escrita por Manta Aisora, con Elements Garden componiendo la música. Los diseños de personajes originales corren a cargo de Mari Shimazaki, mientras que Yukiko Akiyama adapta los diseños para la animación. Se estrenará en TV Tokyo y otras estaciones de TXN el 6 de abril de 2025, y tendrá una duración de cuatro cursos consecutivos. La unidad musical Orcheria (Azusa Aoi, Yuri Fujimoto y Azusa Tachibana) interpretan el opening "Zettai Utahime Sengen!" (ゼッタイ歌姫宣言ッ！ Zettai Utahime Sengen!?, "¡Me declaro una heroína total!") y el ending "Kimi to Tsunagu Orchestra" (君とつなぐオーケストラ Kimi to Tsunagu Ōkesutora?, "La Orquesta Que Nos Une") respectivamente. La banda Elements Garden compuso toda la música de la serie.

### Mercancía
Takara Tomy se encarga de los derechos de comercialización del programa y la compañía lanza juguetes basados en los objetos de transformación de la serie.